# Џуно Темпл
Џуно Темпл (енгл. Juno Temple; Лондон, 21. јул 1989) британска је глумица. Позната је по споредним улогама у филмовима Покајање, Друга Боленова кћи, Бунтовница у интернату, Господин Нико, Килер Џо, Успон мрачног витеза и Грдана - зла вила.